# フィン・マルムグレン
フィン・アドルフ・エリク・ヨハン・マルムグレン （Finn Adolf Erik Johan Malmgren、1895年 - 1928年6月）は、スウェーデンの気象学者・北極探検家。イェーテボリ生まれ。

## 経歴
マルムグレンはイェーテボリ、スンツヴァルおよびストックホルムで学問を修めた。1912年にウプサラ大学に入学し、1916年に学士号を受けた。1917年、アクセル・ハンベルク教授の助手となりPårtetjåkkoの観測所で勤務した。1920年にウプサラの気象学会に戻ると、翌年にはオットー・ペテルソン教授の水路研究所の准教授となり、グルマルスフィヨルド（Gullmarsfjord）にある島で海洋研究に従事した。
1922年から1925年にかけて、マルムグレンは北極でモード号に乗ってロアール・アムンセンとハラルド・スヴェルドラップの探検に参加した。1926年には、北極の上空を飛んだイタリアの飛行船ノルゲ号に乗り、そこでフランティシェク・ベゴウネクの科学的手法を学んだ。
1928年に、マルムグレンはウンベルト・ノビレの飛行船イタリア号による北極探検に参加した。5月25日、3回目の飛行で飛行船は墜落し、数人の探検隊メンバーが浮氷に取り残された。肩に負傷したマルムグレンもそこにいた。5月30日、マルムグレンはイタリアの士官フィリッポ・ザッピ、アダルベルト・マリアーノと共に、助けを求めるためにキングズベイ（ニーオーレスン）に歩いて戻ることを決めた。6月15日ないし16日、マルムグレンは倒れ、そこに取り残していくよう二人に頼んだ。7月11日、ソビエトの砕氷船クラーシン搭載の飛行機のパイロット・チュクノフスキーは、生存しているマリアーノとザッピ、更にマルムグレンの遺体を発見した。マリアーノとザッピはその翌日救助されたが、フィン・マルムグレンの遺体は見つからなかった。
マルムグレンの死の状況はいまだに明らかになっていない。報道では、ザッピとマリアーノに対し、マルムグレンの放置、さらには人肉食の疑いさえかけられた。